# Gräfen-Nitzendorf
Gräfen-Nitzendorf is een dorp in de Duitse gemeente Moorgrund in  Thüringen. De gemeente maakt deel uit van het Wartburgkreis. De naam wordt voor het eerst genoemd in een oorkonde uit 1330. In 1974 werd de tot dan zelfstandige gemeente gevoegd bij Möhra, dat in 1994 opgaat in Moorgrund.